# Estação Abai
Abai (em cazaque:  Абай) é uma das estações terminais da linha Primeira do metropolitano de Almati, no Cazaquistão.